# 薛謹
薛谨（401年—444年3月10日），字法顺，河东郡汾阴县（今山西省运城市万荣县）人，东晋、北魏官员。

## 生平
薛谨容貌魁伟，读了很多史书，才能高超学问广博。刘裕擒获姚泓后，征召薛谨为相府行参军，跟随刘裕渡过长江，薛谨很快转任记室参军。薛辩将要归附北魏时，秘密派人报告薛谨，薛谨于是从彭城前来投奔。北魏朝廷称赞他，任命薛谨出任河东郡太守。薛谨后承袭了父亲的爵位平西将军、汾阴侯。薛谨治理的地区与胡夏赫连勃勃区域连接，他聚集部众抗击敌人，很有声威和恩惠。始光三年（426年），魏太武帝拓跋焘诏令司空奚斤率领四万五千人出兵蒲阪，宋兵将军周几率领一万余人出兵陕城讨伐赫连昌，敕令薛谨率领侧翼部队作为前锋带路，薛谨活捉了胡夏东平公乙兜。北魏攻克蒲阪后，魏太武帝把新旧之民合并在一郡之中，薛谨仍为太守、平西将军。神䴥三年（430年），薛谨出任使持节、秦州刺史，平西将军如故。山胡白龙据险叛逆，魏太武帝诏令镇南将军奚眷与薛谨一起担任都将，从太平向北进军，讨伐平定了白龙。薛谨加号安西将军，封涪陵郡公，仍然为秦州刺史。太延元年（435年），薛谨讨伐吐没骨将其平定。薛谨从太守升任刺史后，恩威兼施，地方的风气大为改观。当时处于兵荒马乱之后，儒学沉寂。薛谨命令建立学校，教授儒家诗书，春夏秋三季闲暇之时，都要求人们接受学习，薛谨亲自巡视乡里，主持考试，于是黄河汾水一带儒学兴盛。太平真君元年（440年），薛谨被征召返回京师，出任内都坐大官，辅佐朝政。薛谨很受赏识器重，魏太武帝经常向他咨询为政之道，多次上门拜访。太平真君五年（444年），薛谨担任都将，跟随魏太武帝北伐柔然，与中山王拓跋辰、尚书奚眷等人因为延误预定的日期被定罪。二月辛未（444年3月10日），薛谨等人在都城南边被斩首，时年虚岁四十四。不久，朝廷赠予薛谨镇西将军、秦雍二州刺史，谥号元公。

## 家庭

### 夫人
- 河东裴氏，裴奣之女[7]

### 儿子
- 薛初古拔，北魏镇西大将军、开府、南豫州刺史、河东康公
- 薛洪隆，北魏河东郡太守
- 薛破胡，北魏河东郡太守、仇池都将
- 薛破氐，北魏州别驾
- 薛积善，北魏中书博士、临淮王拓跋提友